# Tanaka Toshiya (cầu thủ bóng đá, sinh 1997)
Tanaka Toshiya (田中 稔也 Tanaka Toshiya, sinh ngày 2 tháng 12 năm 1997) là một cầu thủ bóng đá người Nhật Bản. Anh thi đấu cho Kashima Antlers.

## Sự nghiệp
Tanaka Toshiya gia nhập câu lạc bộ tại J1 League Kashima Antlers năm 2016. 5 tháng 6 năm anh ra mắt ở J.League Cup (v Omiya Ardija).

## Thống kê câu lạc bộ
Cập nhật đến ngày 23 tháng 2 năm 2017.
| Thành tích câu lạc bộ | Thành tích câu lạc bộ | Thành tích câu lạc bộ | Giải vô địch | Giải vô địch | Cúp                   | Cúp                   | Cúp Liên đoàn | Cúp Liên đoàn | Châu lục | Châu lục  | Khác    | Khác      | Tổng cộng | Tổng cộng |
| Mùa giải              | Câu lạc bộ            | Giải vô địch          | Số trận      | Bàn thắng    | Số trận               | Bàn thắng             | Số trận       | Bàn thắng     | Số trận  | Bàn thắng | Số trận | Bàn thắng | Số trận   | Bàn thắng |
| Nhật Bản              | Nhật Bản              | Nhật Bản              | Giải vô địch | Giải vô địch | Cúp Hoàng đế Nhật Bản | Cúp Hoàng đế Nhật Bản | J. League Cup | J. League Cup | AFC      | AFC       | Khác1   | Khác1     | Tổng cộng | Tổng cộng |
| --------------------- | --------------------- | --------------------- | ------------ | ------------ | --------------------- | --------------------- | ------------- | ------------- | -------- | --------- | ------- | --------- | --------- | --------- |
| 2016                  | Kashima Antlers       | J1 League             | 0            | 0            | 0                     | 0                     | 1             | 0             | –        | –         | 0       | 0         | 1         | 0         |
| Tổng                  | Tổng                  | Tổng                  | 0            | 0            | 0                     | 0                     | 1             | 0             | –        | –         | 0       | 0         | 1         | 0         |

1Bao gồm Siêu cúp Nhật Bản, J. League Championship và Giải bóng đá Cúp câu lạc bộ thế giới.